# Сулэнаньшань
Сулэнаньша́нь (кит. упр. 疏勒南山, пиньинь Shūlènánshān, палл. Шулэнаньшань, хребет Зюсса) — горный хребет в Китае, в центральной части горной системы Наньшань.

## Расположение
Протяжённость хребта составляет около 250 км. Максимальная высота достигает 6346 м, по другим данным — 5808 м (гора Гуаньцзэфын (тибет.: Kangze’gyai; кит. 岗则吾结, Ганцзэуцзе) и является высшей точкой всего Наньшаня. Прилегающие к хребту Сулэнаньшань межгорные равнины находятся на высоте 4100—4500 м.
Административно хребет находится в основном в пределах Тяньцзюньского уезда Хайси-Монгольско-Тибетского автономного округа.

## Геология и ландшафты
Хребет сложен главным образом гранитами и метаморфическими породами синийского и кембрийского возраста. Нижние части склонов покрыты редкой травянистой и кустарниковой растительностью из полыней, злаков, осок. Выше 5000 м склоны большую часть года покрыты снегом, развито оледенение. На территории гор сохранились стада куланов и диких яков; в межгорных долинах встречаются куку-яманы.

## Гидрография
Хребет Шулэнаньшань является водоразделом. С его северной (точнее, северо-северо-восточной) стороны сток в реку Шулэхэ (疏勒河), текущую на северо-запад в долине между хребтом Шулэнаньшань и параллельным ему хребтом Толайнаньшань. Эта река, также известная под названием Чанма (昌马河), далее течет на север и запад, орошая оазисы северо-западного Ганьсу и теряясь в пустыне Такламакан. В древности её воды достигали даже до озера Лобнор. С южного же склона хребта сток идет в небольшое бессточное озеро Хара-нур (哈拉湖), чей бассейн заключен между хребтами Шулэнаньшань и Харананьшань.